# Zwickauer Modell

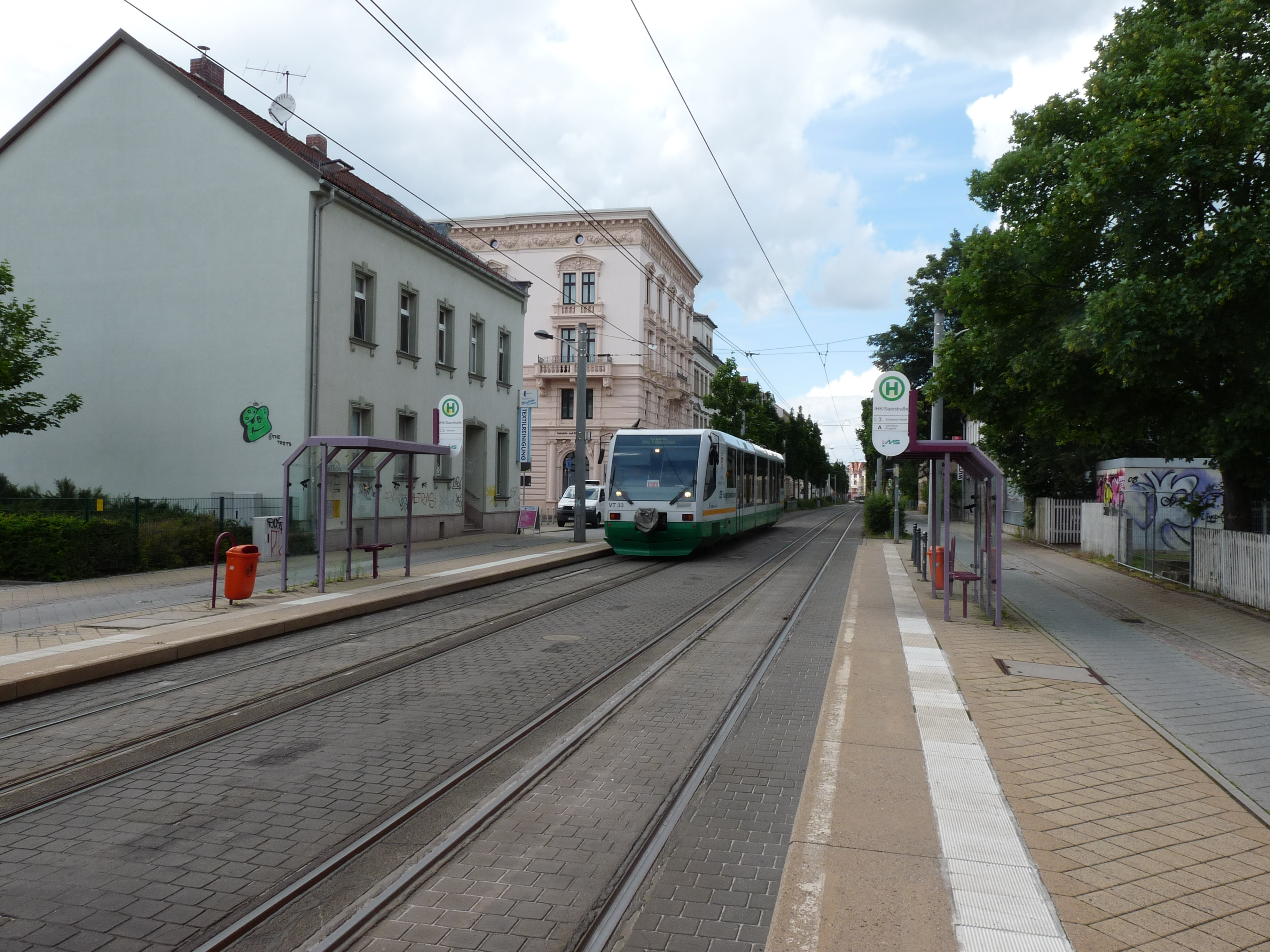
Triebwagen der Vogtlandbahn in der Zwickauer Innenstadt

Als Zwickauer Modell wird ein Pilotprojekt zur Verknüpfung zwischen Straßenbahn und Eisenbahn bezeichnet, bei dem nach Eisenbahn-Bau- und Betriebsordnung (EBO) zugelassene und nur geringfügig an die Besonderheiten der Straßenbahn angepasste Eisenbahnfahrzeuge auf Straßenbahngleise übergehen können. Einzige Strecke ist bislang eine Verbindung in der namensgebenden sächsischen Stadt Zwickau, wo Fahrzeuge der Vogtlandbahn auf einem Dreischienengleis der Straßenbahn Zwickau verkehren.

## Geschichte
Die Bahnstrecke Zwickau–Zwickau-Zentrum vom Zwickauer Hauptbahnhof ins Zentrum von Zwickau wurde am 28. Mai 1999 eröffnet. Zwischen Zwickau Hauptbahnhof und Zwickau Stadthalle wird die Trasse der stillgelegten Reinsdorfer Industriebahn genutzt. Der restliche Abschnitt in die Innenstadt wurde komplett neu gebaut, so dass die regelspurigen Vogtlandbahn-Züge und die meterspurigen Zwickauer Straßenbahnzüge zwischen Zwickau Stadthalle und Zwickau Zentrum das Dreischienengleis befahren können. Allerdings bedienen Eisenbahn- und Straßenbahnzüge keine gemeinsame Bahnsteigkante. An der Stadthalle und an der Endstation „Zwickau Zentrum“ stehen den Vogtlandbahn-Triebwagen jeweils eigene Bahnsteige zur Verfügung und an den beiden Zwischenhaltestellen „Steinkohlenwerk/Glück-Auf-Center“ und „IHK/Saarstraße“ fahren sie ohne Halt durch.
Anders als bei herkömmlichen Tram-Trains nach dem Karlsruher Modell wurde in Zwickau die Strecke so ausgelegt, dass geringfügig adaptierte Vollbahnfahrzeuge zum Einsatz kommen können. Die Vogtlandbahn setzte anfangs RegioSprinter ein, die später durch ebenso dieselbetriebene Stadler Regio-Shuttle RS1 ersetzt wurden. Beide Bauarten wurden nach den Vorgaben der Straßenbahn-Bau- und Betriebsordnung angepasst. So wurden sie beispielsweise mit Bremslichtern, Fahrtrichtungsanzeigern, Klingeln und Transpondern für die Weichenbedienung ausgestattet. Straßenbahnseitig verkehren Wagen der Typen Tatra KT4D und GT6M.
2021 wurde die Steuerungstechnik modernisiert. Während die Ansteuerung von Weichen und Lichtsignalanlagen (Ampeln) bis dahin fahrzeugbasiert erfolgte, wurden in diesem Zusammenhang an den nur von den Regelspurzügen befahrenen Schienen sieben Gleisschaltmittel (Achszähler) eingebaut, welche über eine zentrale Steuerung die Lichtsignalanlagen mittels Meldepunkttelegrammen mit Vor-, Haupt- und Abmeldung ansteuern. Durch diese Änderungen ist das Befahren jenes Abschnittes auch mit anderen Regelspurfahrzeugen ohne Sonderausrüstung wie den CityLink-Triebwagen der City-Bahn Chemnitz GmbH möglich. Genutzt wurde dies bei Betriebsaufnahme der neuen Leittechnik am 13. Juni 2021.
Wegen ihrer Breite nehmen die Züge der Vogtlandbahn nicht am Straßenverkehr teil. Die Äußere Schneeberger Straße ist weitgehend für den motorisierten Individualverkehr gesperrt. Der eingedeckte Gleisbereich ist jedoch für Rettungsfahrzeuge und Schienenersatzverkehr befahrbar.

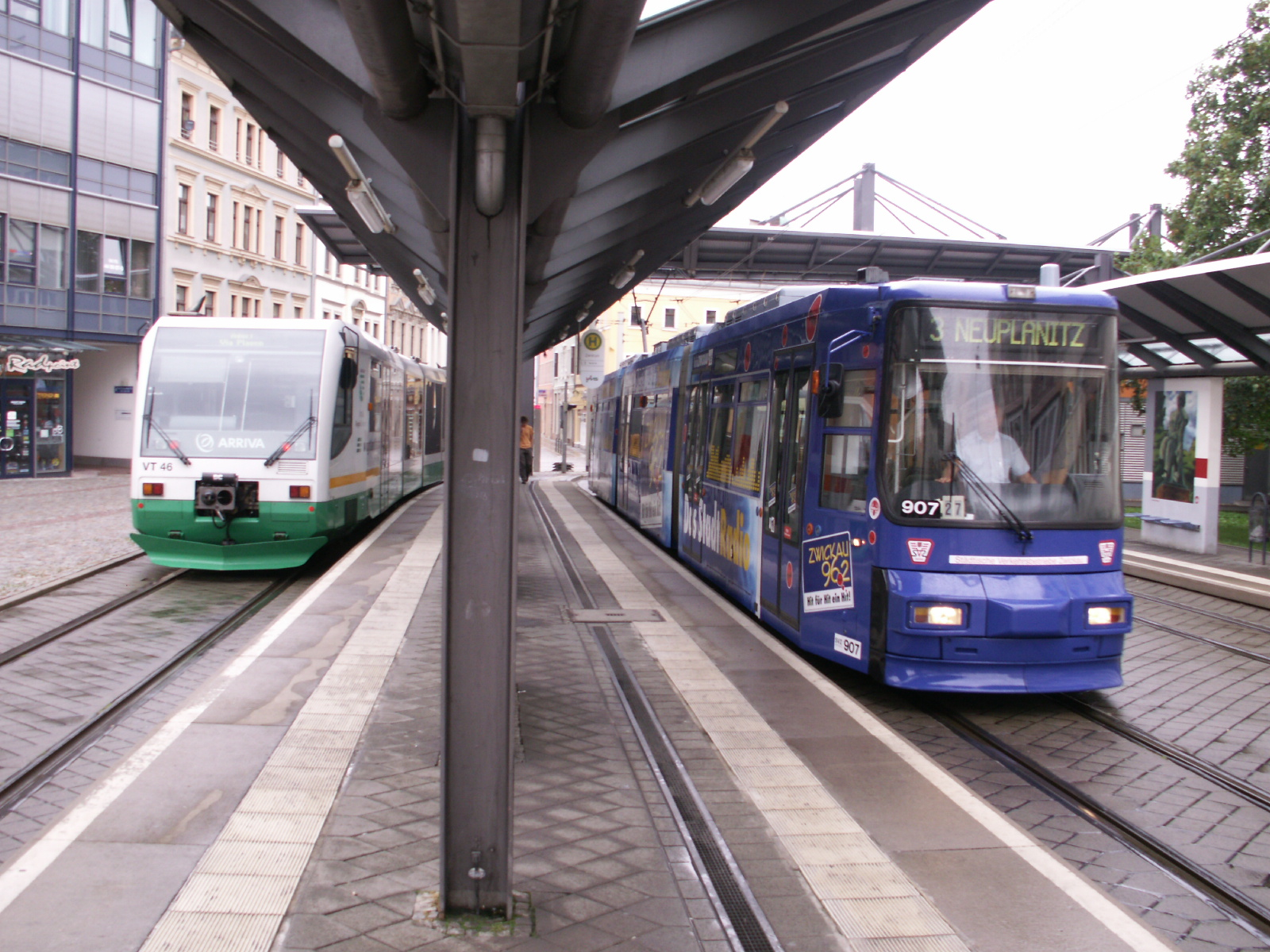
Kombibahnsteig für Vogtland- und Straßenbahn im Stadtzentrum
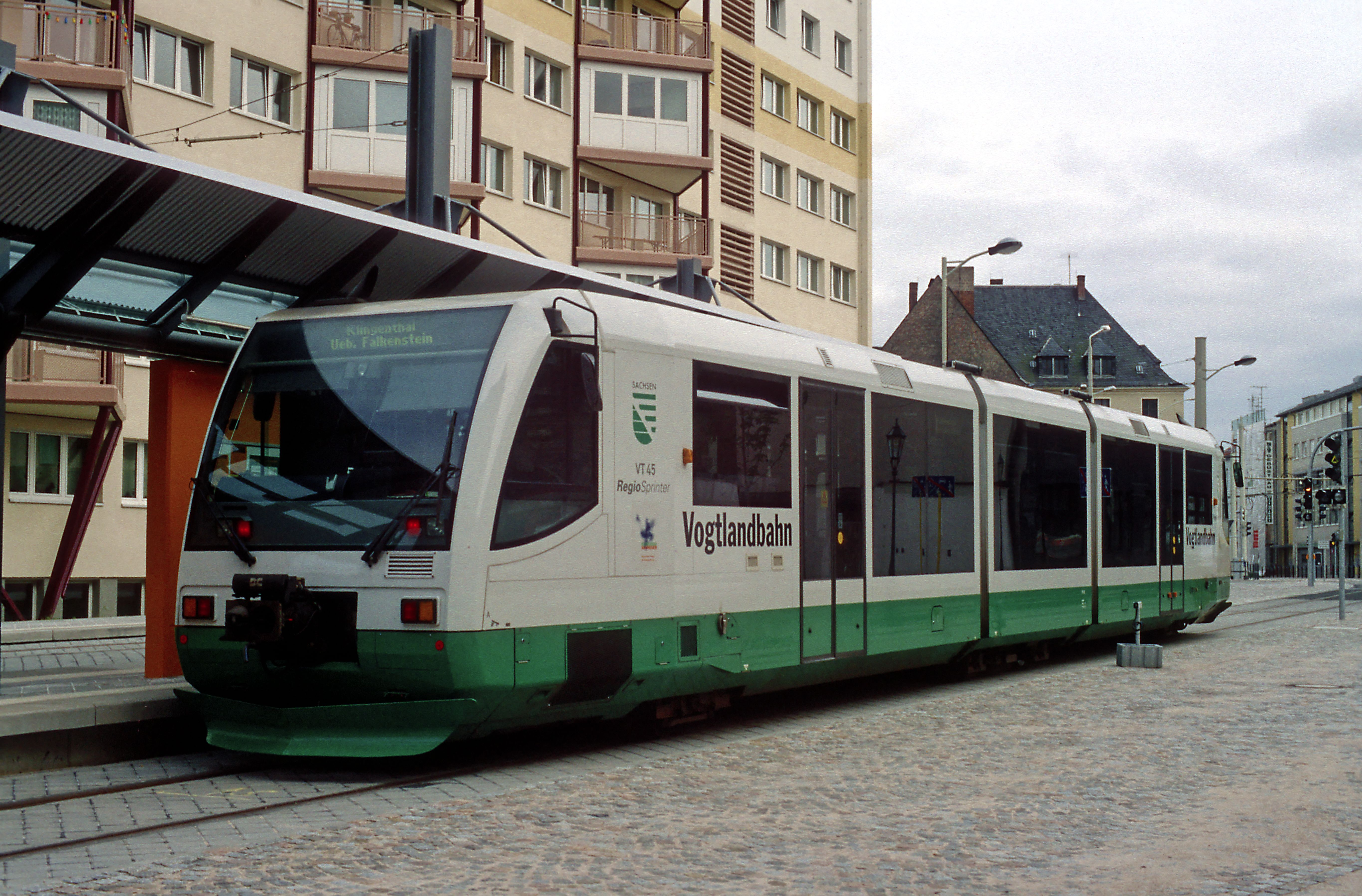
RegioSprinter der Vogtlandbahn an der Endhaltestelle Zwickau-Zentrum
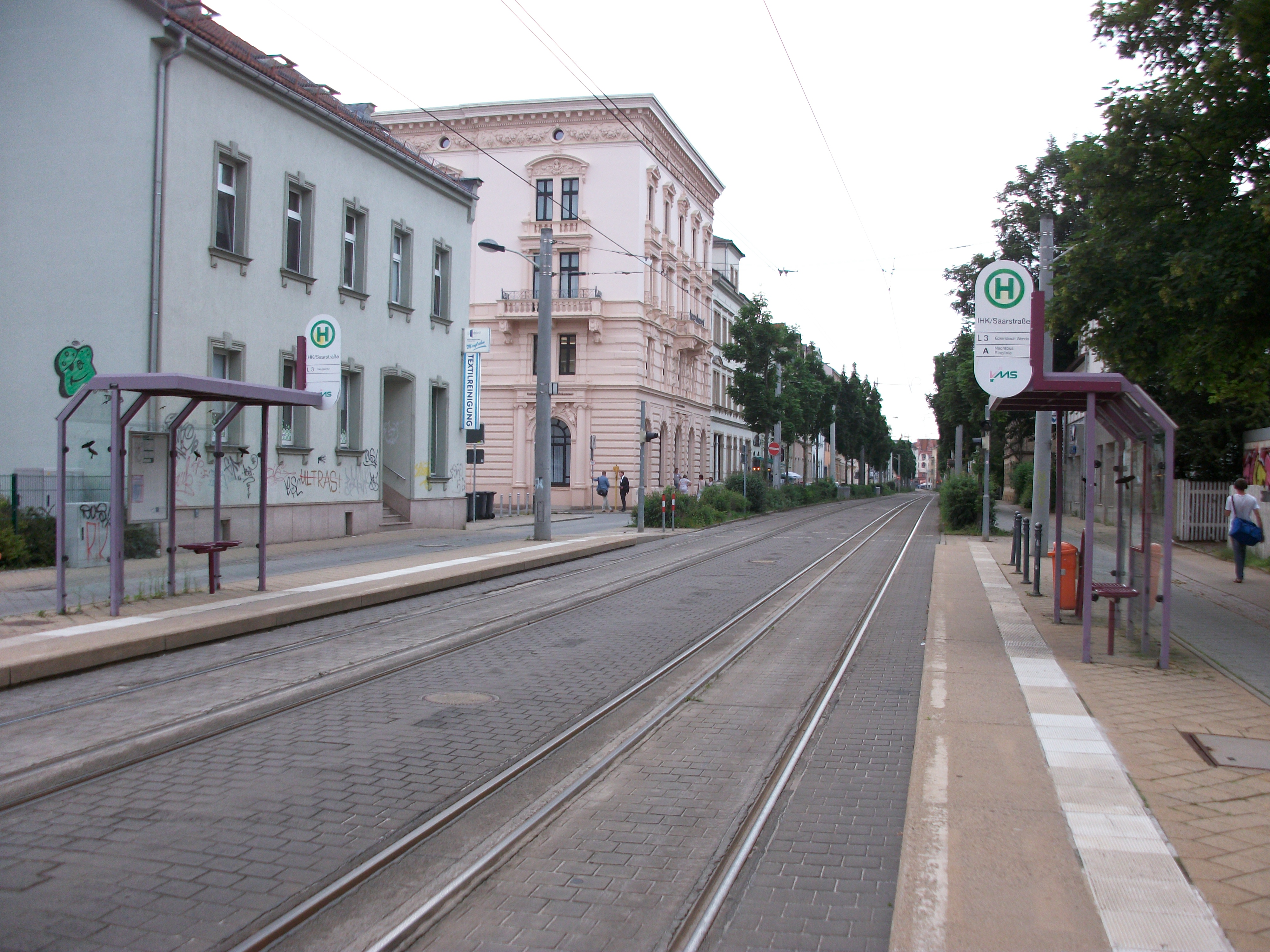
Zwickauer Modell, Dreischienengleis in Zwickau (2016)
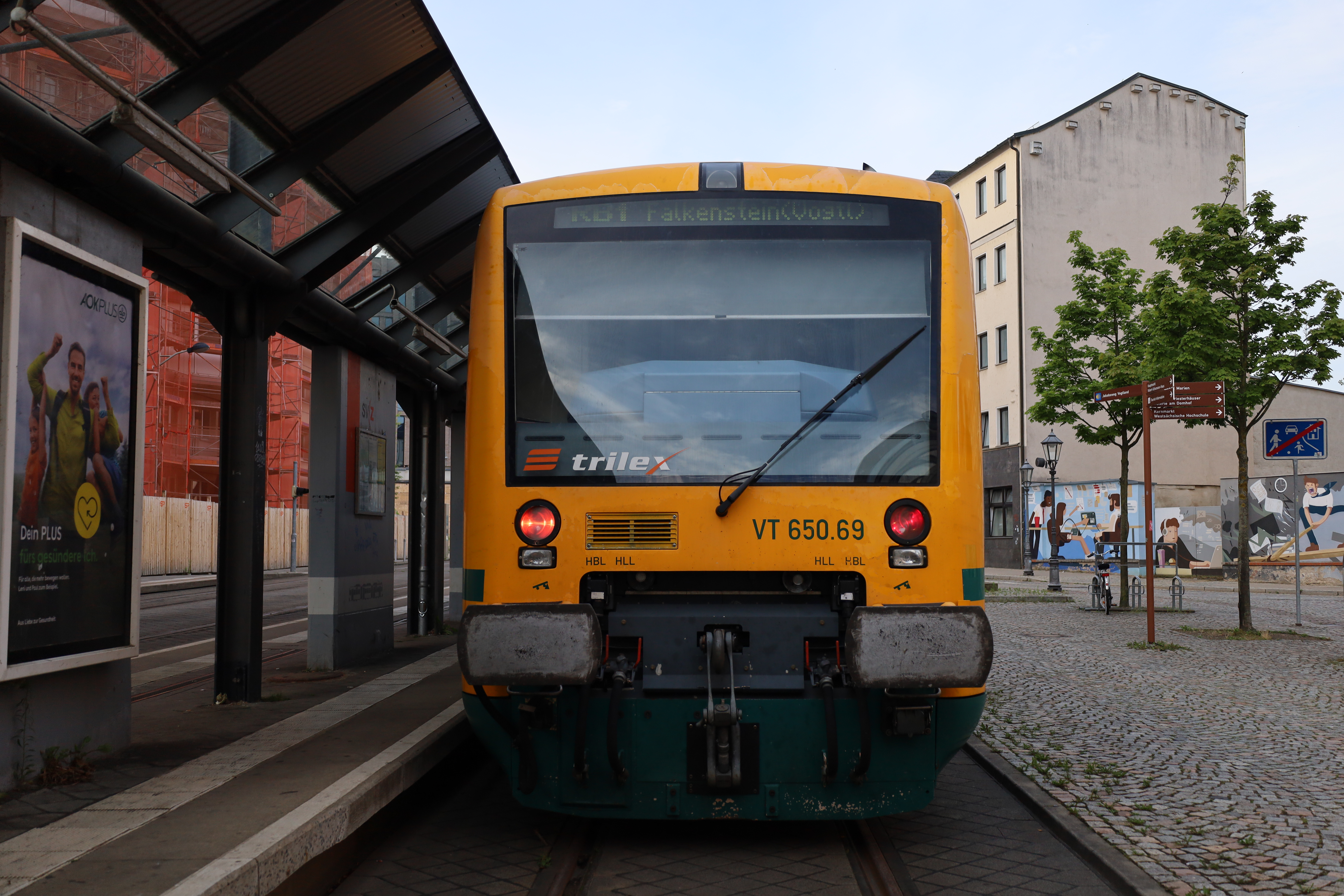
RegioShuttle an der Endhaltestelle Zwickau-Zentrum

## Betrieb
Das Zwickauer Modell wird von zwei Regionalbahnlinien bedient, die beide von der Länderbahn betrieben werden.
| Linie | Verlauf                                                | Verlauf                                                | Takt                                    |
| ----- | ------------------------------------------------------ | ------------------------------------------------------ | --------------------------------------- |
| RB 1  | Zwickau Zentrum – Zwickau Hbf – Falkenstein – Kraslice | Zwickau Zentrum – Zwickau Hbf – Falkenstein – Kraslice | 60 bis Falkenstein, 60–120 bis Kraslice |
| RB 2  | Zwickau Zentrum – Zwickau Hbf – Werdau – Plauen        | – Adorf – Cheb                                         | 60 bis Adorf, 120 bis Cheb              |
| RB 2  | Zwickau Zentrum – Zwickau Hbf – Werdau – Plauen        | – Hof                                                  | zweimal täglich                         |